# Letkov
Letkov (en allemand : Letkau, précédemment : Letkow) est une commune du district de Plzeň-Ville, dans la région de Plzeň, en République tchèque. Sa population s'élevait à 858 habitants en 2022.

## Géographie
Letkov se trouve à 7 km à l'ouest du centre de Plzeň et à 80 km à l'ouest-sud-ouest de Prague.

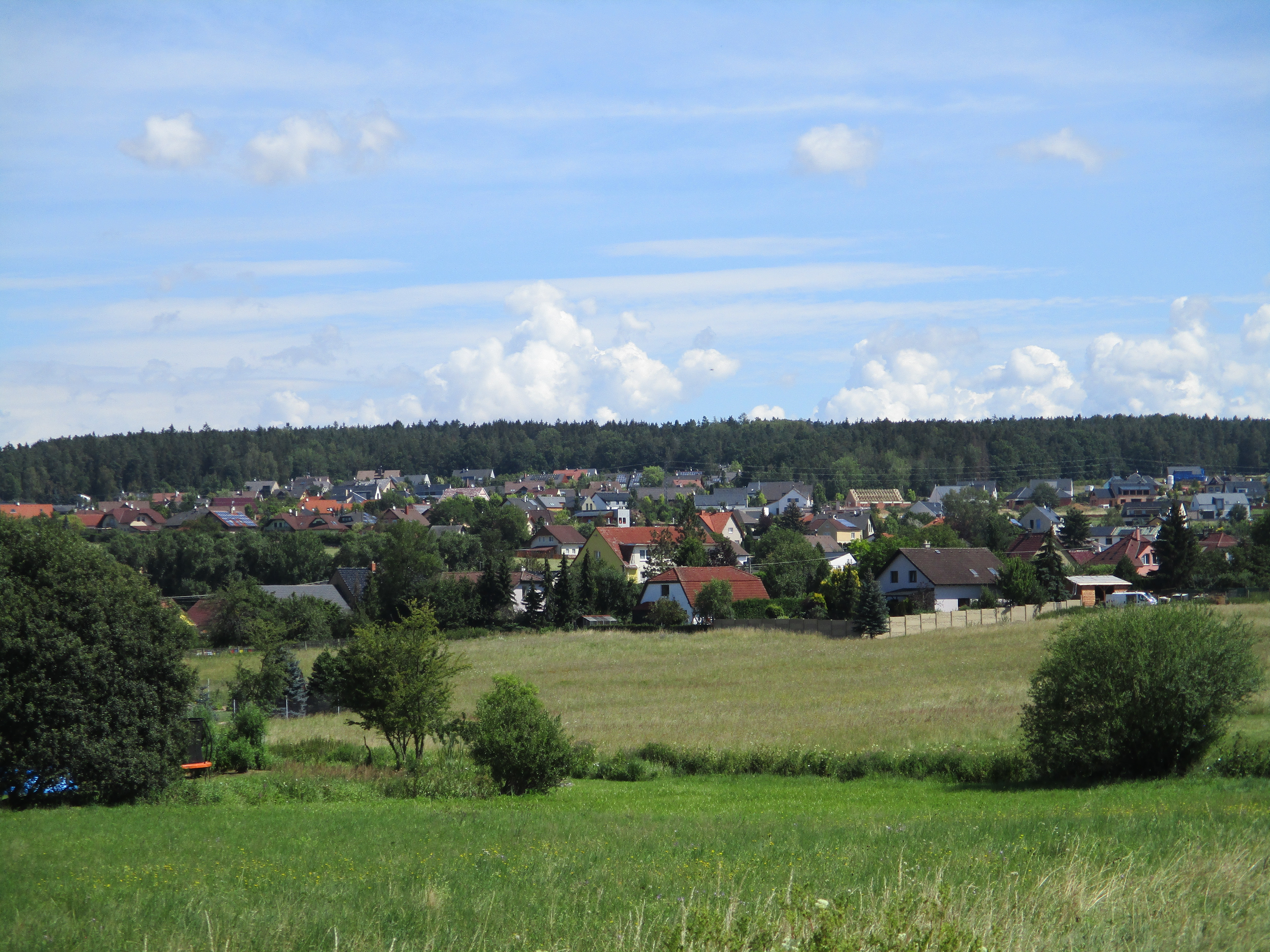
Vue générale de Letkov.

La commune est limitée par Kyšice au nord-est, par Tymákov à l'est, par Starý Plzenec au sud et par Plzeň à l'ouest.

## Histoire
La première mention écrite de la localité date de 1325.

## Galerie

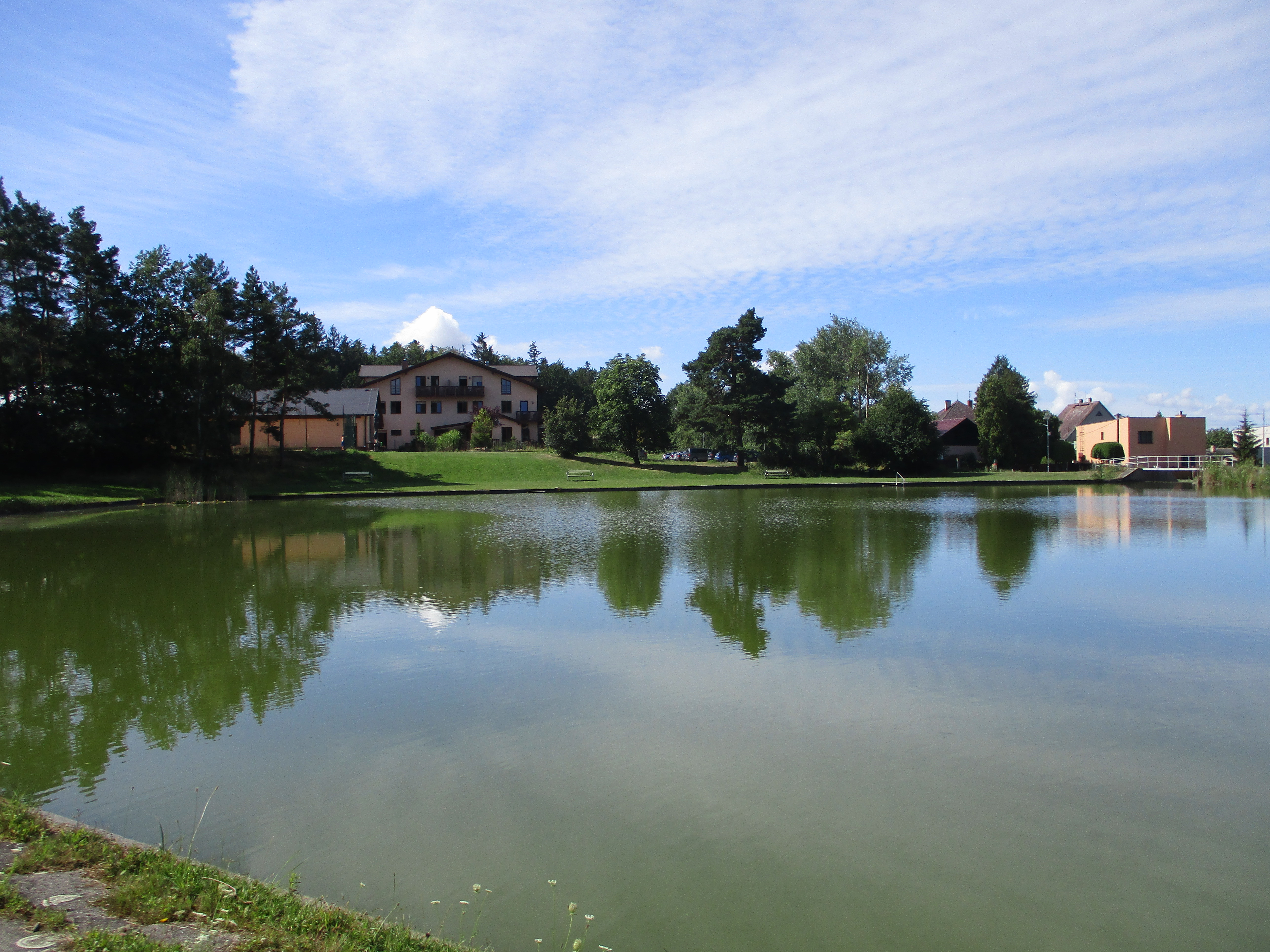
Réservoir de Letkov.
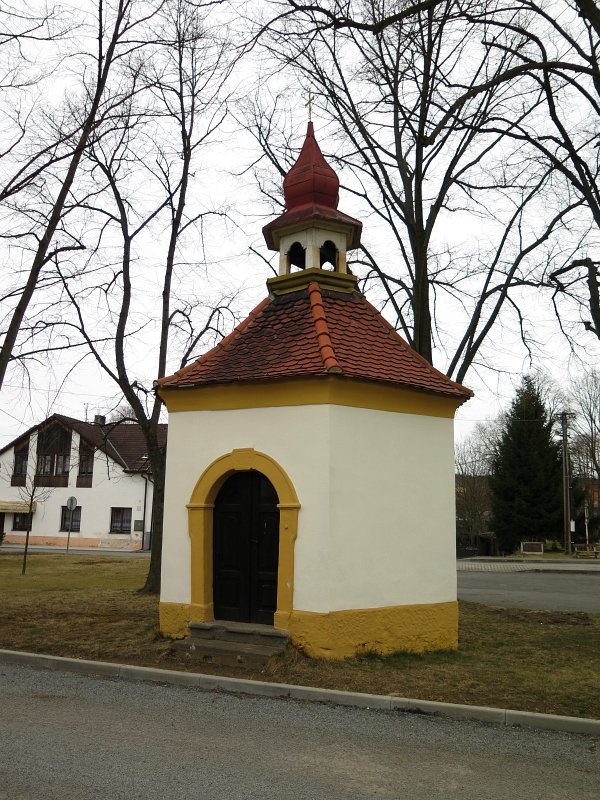
Chapelle Saint-Gothard.

## Transports
Par la route, Letkov se trouve à 7 km de Plzeň et à 89 km de Prague.